# De waanzinnige verzamelaar
De waanzinnige verzamelaar is een stripverhaal uit de Ravian-reeks. Het verhaal is getekend door Jean-Claude Mézières met scenario van Pierre Christin en verscheen voor het eerst in 1969 in het tweede nummer van de Pep Parade, uitgegeven door De Geïllustreerde Pers. Het verhaal werd eveneens gepubliceerd in het album Levende dromen van de reeks Ravian en Laureline door Sherpa in 2014.